# Clesotrus janus
Clesotrus janus là một loài bọ cánh cứng trong họ Cerambycidae.